# Juan Antonio de la Peña Medrano y Sanz de Espiga
Juan Antonio de la Peña Medrano y Sanz de Espiga (Arcos, Burgos, España, 11 de junio de 1707-Sabana Grande, Nicoya, hoy Costa Rica, 28 de noviembre de 1775) fue un militar y funcionario español, que fue corregidor de Nicoya de 1771 hasta su muerte en 1775.

## Biografía
Fue hijo de José de la Peña Medrano y de la Roma y María Sanz de Espiga Romo. Se trasladó de España al reino de Guatemala en 1730, como criado de Juan Antonio Alonso de Arce, capitán alcaide del castillo de San Juan de Nicaragua. Posteriormente se radicó de modo definitivo en Granada de Nicaragua. No contrajo matrimonio, pero fue padre de siete hijos extramatrimoniales.

### Cargos públicos
En 1747 obtuvo en remate el cargo de regidor perpetuo de la ciudad de Granada, pero no obtuvo la confirmación superior necesaria para desempeñarlo, y el cargo fue declarado vacante.
El 26 de abril de 1760 , cuando era comandante de caballería de Granada, la Real Audiencia de Guatemala lo nombró como gobernador interino de Costa Rica, por haber fallecido el gobernador titular don Manuel Soler, pero no aceptó el cargo. En su lugar la Audiencia nombró en noviembre de ese año a don Francisco Javier de Oriamuno y Vázquez Meléndez como gobernador interino. 
En 1769 presentó una queja a la Real Audiencia de Guatemala por los abusos que cometía en su perjuicio el alcalde ordinario de Granada. 
Fue subdelegado del juzgado privativo de tierras de Granada, cargo que ejerció hasta 1771. 

### Corregidor de Nicoya
El 8 de abril de 1771, mediante una real cédula de don Carlos III, fue nombrado corregidor de Nicoya por cinco años, con advertencia a la Real Audiencia de Guatemala de que durante su desempeño no debía enviar jueces de comisión a ese territorio por asuntos de poca monta. También se le nombró como teniente de capitán general en el corregimiento.  
En 1774 inició una causa criminal contra Pedro España y Francisco Sarete por contrabando de aguardiente. 
Por su fallecimiento en el ejercicio del cargo, en 1776 la Audiencia de Guatemala nombró como corregidor interino de Nicoya a don José Antonio Reyes.